# Machairodus
Cet article concerne le tigre à dents de sabre. Pour le genre éteint de conodontes, voir Distacodus.
Genre
Espèces de rang inférieur
- M. alberdiae Ginsburg et al., 1981
- M. aphanistus Kaup, 1832
- M. laskerevi Sotnikova, 1992[1]
- M. pseudaeluroides Schmidt-Kittler, 1976[1]
- M. robinsoni Kurtén, 1975
- M. horribilis Schlosser, 1903
- M. lahayishupup Orcut, 2021

Machairodus est un genre fossile de grands félins appartenant à la sous-famille également éteinte des Machairodontinae et de la tribu des Machairodontini ayant vécu en Eurasie, en Afrique et en Amérique du Nord, il y a entre 12 millions d'années et 200 000 ans.

## Classification
Le genre Machairodus est décrit par Kaup en 1832,.

## Découverte
Le genre Machairodus a été nommé pour la première fois en 1832 par le naturaliste allemand Johann Jakob Kaup. Bien que ses restes soient connus depuis 1824, Georges Cuvier pensait que les fossiles provenaient d'une espèce d'ours, qu'il appelait Ursus cultridens. La base d'échantillons composites de dents de pays, d'espèces et d'âges géologiques différents conduisit à ce qui allait devenir une longue série de confusions. Cependant, Kaup a reconnu les dents comme typiquement félines et a reclassé les spécimens existants comme Machairodus. Le nom a été accepté et à la fin du XIXe siècle, de nombreuses espèces de félidés ou de féliformes apparentés (tels que nimravidés) ont été regroupés dans le genre Machairodus, y compris mais sans s'y limiter, Sansanosmilus, Megantereon, Paramachairodus, Amphimachairodus, Nimravides et Homotherium. Cela a rendu pendant un temps obsolète le taxon Machairodus, avant qu'il ne soit à nouveau considéré comme valide grâce aux découvertes de squelettes plus complets d'autres machairodontes.

## Description

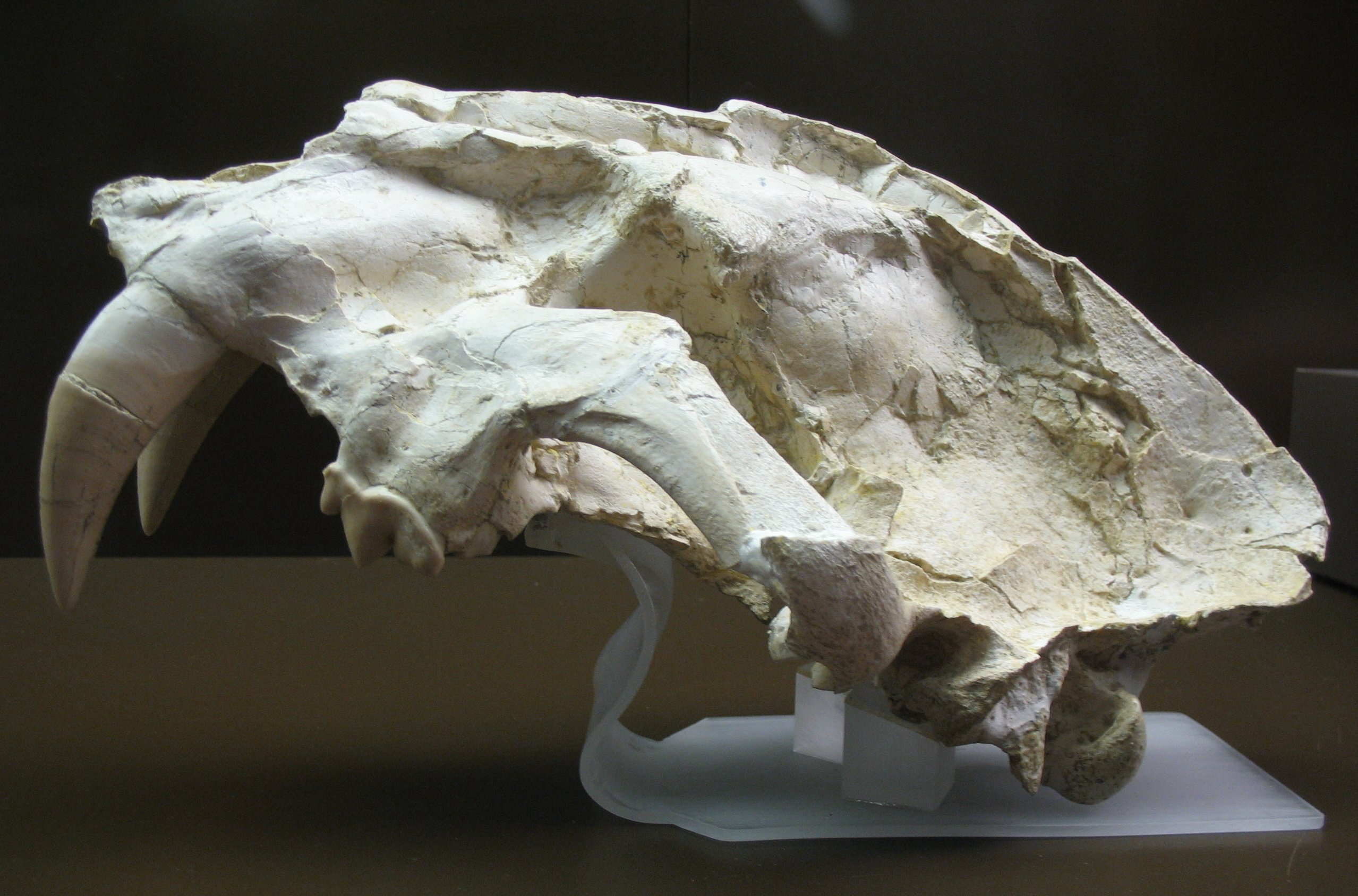
Crâne de Machairodus aphanistus.

La majorité des représentants du genre Machairodus avaient une taille comparable à un lion ou à un tigre, c'est-à-dire environ 2 mètres de long et 1 mètre au garrot.
Machairodus aphanistus a vécu autour de la Méditerranée vers la fin du Miocène. Sa taille et ses proportions squelettiques étaient similaires à celles d'un tigre, avec une masse de 100 kg à 240 kg. Il était semblable aux Nimravides nord-américains. Le squelette indique également que cette espèce aurait possédé de bonnes capacités de saut.
Machairodus alberdiae, contemporain de  M. aphanistus , était plus petit, avec des caractéristiques anatomiques plus archaïques, et n'aurait pas dépassé les 100 kg.
Machairodus horribilis de Chine est la plus grande espèce connue du genre, de taille comparable au Smilodon populator, pesant environ 405 kg, beaucoup plus récent et plus connu. Son crâne, mesurant plus de 41 cm de long, est le plus grand crâne connu de tous les machairodontes.
La nouvelle espèce Machairodus lahayishupup d'Amérique du Nord était également assez grande : des humérus fossiles mesurant 46 cm attribués à l'espèce suggèrent que ce félin était beaucoup plus grand qu'un lion moderne, qui a un humérus de 33 cm et on pense qu'il pesait 410 kg. Jusqu'à sa découverte, aucune véritable espèce représentative du genre Machairodus n'avait été décrite en Amérique du Nord, car elles avaient été réattribuées à d'autres genres, tels que Nimravides et Amphimachairodus. Sa présence en Amérique du Nord suggère qu'il y avait soit une population répandue de ce genre de félins dans toute l'Afrique, l'Eurasie et l'Amérique du Nord, soit des cas simultanés d'évolution indépendante chez les machairodontes sur plusieurs continents au cours du Miocène,,.
Dans l'ensemble, le crâne de Machairodus était sensiblement étroit par rapport aux crânes des panthérinés actuels, et les orbites étaient relativement petites. Les canines étaient longues, minces et aplaties d'un côté à l'autre mais larges d'avant en arrière comme la lame d'un couteau, comme chez Homotherium. Les bords avant et arrière des canines étaient dentelés lors de leur première croissance, mais ces dentelures s'usaient au cours des premières années de la vie de l'animal.
Machairodus a probablement chassé comme prédateur d'embuscade car ses jambes étaient trop courtes pour soutenir une longue poursuite, et il devait utiliser ses canines pour trancher la gorge de sa proie. Ses dents étaient enracinées dans ses mâchoires et étaient aussi élancées que celles de certains genres apparentés, contrairement à la plupart d'autres félins à dents de sabre et des nimravidés de l'époque, dont les canines extrêmement longues étaient plus épaisses. Malgré sa grande taille, le plus grand exemple de Machairodus,  M. horribilis  était mieux équipé pour chasser des proies relativement plus petites que Smilodon, comme en témoigne sa mâchoire qui pouvait s'ouvrir à 70 degrés, semblable à la bouche d'un lion moderne.

## Cladogramme Machairodontini
Les relations phylogénétiques de Machairodontini sont présentées dans le cladogramme suivant,,,,:
| †Machairodus     | \| \| †Machairodus alberdiae \| \| \| \| \| \| †Machairodus aphanistus \| \| \| \| \| \| †Machairodus horribilis \| \| \| \| \| \| †Machairodus laskerevi \| \| \| \| \| \| †Machairodus pseudaeluroides \| \| \| \| \| \| †Machairodus robinsoni \| \| \| \| |
|                  | \| \| †Machairodus alberdiae \| \| \| \| \| \| †Machairodus aphanistus \| \| \| \| \| \| †Machairodus horribilis \| \| \| \| \| \| †Machairodus laskerevi \| \| \| \| \| \| †Machairodus pseudaeluroides \| \| \| \| \| \| †Machairodus robinsoni \| \| \| \| |
| †Miomachairodus  | †Miomachairodus pseudaeluroides |
|                  | †Miomachairodus pseudaeluroides |
| †Hemimachairodus | †Hemimachairodus zwierzyckii |
|                  | †Hemimachairodus zwierzyckii |
|                  | †Machairodus alberdiae |
|                  | |
|                  | †Machairodus aphanistus |
|                  | |
|                  | †Machairodus horribilis |
|                  | |
|                  | †Machairodus laskerevi |
|                  | |
|                  | †Machairodus pseudaeluroides |
|                  | |
|                  | †Machairodus robinsoni |
|                  | |

|  | †Machairodus alberdiae       |
|  |                              |
|  | †Machairodus aphanistus      |
|  |                              |
|  | †Machairodus horribilis      |
|  |                              |
|  | †Machairodus laskerevi       |
|  |                              |
|  | †Machairodus pseudaeluroides |
|  |                              |
|  | †Machairodus robinsoni       |
|  |                              |

### Publication originale
- J. J. Kaup, Description d'Ossements Fossiles de Mammifères Inconnus Jusqu'à-Présent., vol. 2, 1833, 1-31 p.